# Ella Zeller
Ella Zeller (Moldova Nouă, Rumania; 26 de noviembre de 1933-Hanau, Alemania; 8 de marzo de 2025) fue una jugadora, entrenadora de tenis de mesa y dirigente deportivo rumana.

## Carrera
Fue campeona mundial en seis ocasiones, dos de ellas en dobles y el resto en la modalidad por equipos, aparte de tres medallas de plata en la modalidad por equipos y cinco medallas de bronce, tres de ellas en individual, una en dobles y la otra en dobles mixtos.
A nivel europeo fue campeona mundial en dobles en 1956 y ganó dos medallas de plata, una de ellas en dobles y la otra en equipos.

## Tras el retiro
Se graduó en educación física, y luego de retirarse como jugadora pasó a ser entrenadora del equipo nacional de tenis de mesa de 1967 a 1989. También fue dirigente en las federaciones de tenis de mesa tanto a nivel local como europeo y también fue presidenta de la Comisión Nacional del Deporte para la mujer. En 1989 Zeller se mudó a Alemania donde permaneció por cuatro años, tiempo en el que trabajó en la Federación Alemana de Tenis de Mesa.

## Distinciones
- Miembro del Salón de la Fama del Tenis de Mesa en 1995.
- Cruz al Fiel Servicio en 2000.[5]